# Trou à l’Homme

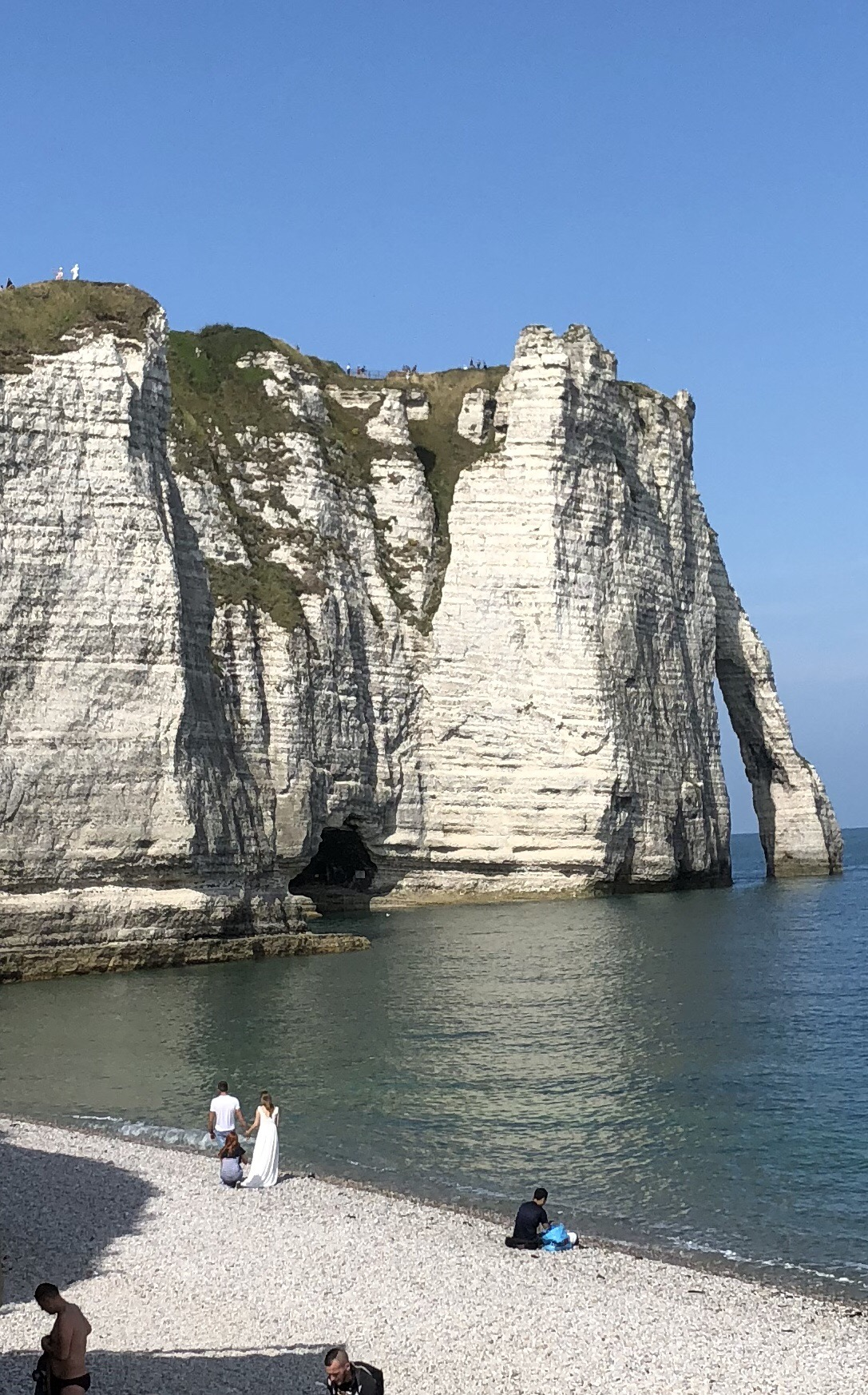
Höhle Trou à l’Homme in der Ostflanke des Kreidefelsens, 2019

Trou à l’Homme ist eine Höhle an der Alabasterküste in der Normandie in Frankreich. 
Sie befindet sich in der Ostflanke des Kreidefelsens Falaises d’Aval, westlich von Étretat, zu deren Gemeindegebiet sie gehört. Die Höhle ist natürlichen Ursprungs. In ihr befindet sich eine Plattform, zu der eine eiserne Leiter führt. Auf der Plattform beginnt ein Tunnel, der im Jahr 1922 angelegt wurde. Er führt durch das Felsmassiv nach Osten zum Küstenbereich Valleuse de Jambourg, der ausschließlich durch diesen Tunnel und nur zu bestimmten Gezeitenpunkten zu erreichen ist. Am Tunneleingang ist ein Gezeitenkalender angebracht. Die Anlage des Tunnels erfolgte nach einer Vereinbarung zwischen dem Bürgermeister und den Fischern und sollte ihnen einen leichteren Zugang zur Valleuse de Jambourg verschaffen.
Der Name der Höhle bedeutet im Deutschen so viel wie Mannloch. Einer Legende nach soll bei einem Sturm im Jahr 1792 ein schwedisches Schiff gekentert sein. Dabei wurde ein Matrose in die Höhle gespült, so dass ihn die Brandung nicht mehr erreichen konnte und er überlebte.